# William Barry Grove
William Barry Grove (* 15. Januar 1764 in Fayetteville, Province of North Carolina; † 30. März 1818 ebenda) war ein US-amerikanischer Politiker. Zwischen 1791 und 1803 vertrat er den Bundesstaat North Carolina im US-Repräsentantenhaus.

## Werdegang
Nach einem Jurastudium und seiner Zulassung als Rechtsanwalt begann William Grove in diesem Beruf zu arbeiten. Gleichzeitig schlug er eine politische Laufbahn ein. In den Jahren 1786, 1788 und 1789 war er Abgeordneter im Repräsentantenhaus von North Carolina. 1788 war er Delegierter auf einer Versammlung, die die Verfassung der Vereinigten Staaten für North Carolina ratifizieren sollte. Dort wurde aber gegen die Stimme von Grove eine Vertagung der Abstimmung beschlossen. Ein Jahr später war er wieder Delegierter auf der neuerlich einberufenen Versammlung, die dieses Mal die Bundesverfassung ratifizierte.
Grove fungierte auch als Kurator der University of North Carolina sowie als Leiter der Niederlassung der First Bank of the United States in Fayetteville. Er war ein Anhänger der Bundesregierung unter Präsident George Washington und wurde Ende der 1790er Jahre Mitglied der von Alexander Hamilton gegründeten Föderalistischen Partei. Bei den Kongresswahlen des Jahres 1790 wurde er im vierten Wahlbezirk des Staates North Carolina in das zu diesem Zeitpunkt noch in Philadelphia tagende US-Repräsentantenhaus gewählt, wo er am 4. März 1791 die Nachfolge von Timothy Bloodworth antrat. Nach fünf Wiederwahlen konnte er bis zum 3. März 1803 sechs Legislaturperioden im Kongress absolvieren. Seit 1795 vertrat er dort den neugeschaffenen siebten Distrikt seines Staates. Im Jahr 1791 wurden die ersten zehn Zusätze zur Verfassung, die sogenannte Bill of Rights, im Kongress verabschiedet. 1795 folgte der elfte Verfassungszusatz. Im Jahr 1800 bezog der Kongress die neue Bundeshauptstadt Washington, D.C.
1802 wurde William Grove nicht wiedergewählt. Nach seinem Ausscheiden aus dem US-Repräsentantenhaus hat er kein weiteres höheres politisches Amt mehr bekleidet. Er starb am 30. März 1818 in seiner Heimatstadt Fayetteville, wo er auch beigesetzt wurde.